# Edison Music Awards 2004
De Edison Music Awards Populair 2004 (of kortweg Edisons) werden op 23 maart 2004 uitgereikt in de Melkweg in Amsterdam. Een maand eerder werden de genomineerden bekendgemaakt.
De uitreikingen van de Edisons Klassiek en Edisons Jazz vonden op een ander moment plaats.
Opvallend was de winst voor de single Damclub Hooligan van De Heideroosjes in de categorie 'Single van het jaar'. Het nummer was geen hit geweest in de nationale hitlijsten en de winst was waarschijnlijk het gevolg van een online actie van fans van de Heideroosjes om gecoördineerd op dit nummer te stemmen.

## Winnaars Populair
Algemeen (binnen- en buitenlandse artiesten gecombineerd)
- Single van het jaar: De Heideroosjes voor Damclub Hooligan (Publieksprijs)
- Album van het jaar: DI-RECT voor Over The Moon (Publieksprijs)
- Dance: Moloko voor Statues
  - Overige genomineerden: Junkie XL en Paul van Dyk
- Alternative: White Stripes voor Elephant
  - Overige genomineerden: Linkin Park en Muse
- DVD: Kane voor Live in Rotterdam

Internationaal
- Zangeres: Dido voor Life For Rent
  - Overige genomineerden: Alicia Keys en Beyoncé
- Zanger: Robbie Williams voor Live Summer 2003
  - Overige genomineerden: Johnny Cash en Sting
- Groep: Simply Red voor Home
  - Overige genomineerden: Evanescence en White Stripes
- Nieuwe artiest/groep: Evanescence voor Fallen
  - Overige genomineerden: Daniel Bedingfield en The Darkness
- R&B/Hip Hop: 50 Cent voor Get Rich or Die Tryin' 
  - Overige genomineerden: Kelis en OutKast
- Musical/Film: Phil Collins voor Brother Bear
- Historische uitgave: Jacques Brel voor L'Integrale
- Oeuvreprijs: George Michael

Nationaal
- Zangeres: Ilse DeLange voor Clean Up
  - Overige genomineerden: Trijntje Oosterhuis en Van Orly
- Zanger: Frans Bauer voor Een Ons Geluk
  - Overige genomineerden: Frank Boeijen en Stef Bos
- Groep: BLØF voor Omarm
  - Overige genomineerden: De Poema's en Zuco 103
- Nieuwe artiest/groep: Hind voor Around The World
  - Overige genomineerden: Veldhuis & Kemper en Danny Vera
- Kleinkunst/Luisterlied: Veldhuis & Kemper voor Half Zo Echt
  - Overige genomineerden: Gé Reinders en Stef Bos
- Historische uitgave: Johnny Hoes voor Och Was Ik Maar...
- Historische uitgave: Toon Hermans voor Verzameld Werk
- Oeuvre: Frank Boeijen

## Winnaars Klassiek
| Categorie                               | Winnaar - Album |
| --------------------------------------- | --- |
| Opera                                   | Alessandro Scarlatti - Griselda - Dorothea Röschmann (Griselda) e.a., Akademie für Alte Musik Berlin o.l.v. René Jacobs                  |
| Orkestmuziek                            | Anton Bruckner - Symfony no. 9 - Wiener Philharmoniker o.l.v. Nikolaus Harnoncourt                                                       |
| Concerten                               | Benjamin Britten & William Walton : Viool- & altvioolconcerten - Maxim Vengerov, London Symphony Orchestra o.l.v. Mstislav Rostropovitsj |
| Kamermuziek                             | Robert Schumann: String Quartet 1 & 3 - Zehetmair Quartett                                                                               |
| Instrumentale solorecitals              | Franz Schubert: The last sonatas D. 959 & 960 - Paul Lewis                                                                               |
| Solozang                                | Ludwig van Beethoven: Lieder - Dietrich Henschel, Michael Schäfer                                                                        |
| Koormuziek                              | Gioacchino Rossini: Stabat Mater - Nederlands Kamerkoor, Koninklijk Concertgebouworkest o.l.v. Riccardo Chailly                          |
| Barok                                   | Händel - Water music & Fireworks - Le Concert Spirituel o.l.v. Hervé Niquet                                                              |
| Eigentijds muziek                       | György Kurtág: Signs, games and messages - Kurt Widmer, Hiromi Kikuchi, Ken Hakii, Stefan Metz, Mircea Ardeleanu                         |
| Middeleeuwen en Renaissance             | Gautier De Coincy - Miracles of Notre Dame: The Harp Consort o.l.v; Andrew Lawrence-King                                                 |
| Bijzondere uitgave van historische aard | Anthology of the Royal Concertgebouw Orchestra, Volume I - Koninklijk Concertgebouworkest                                                |
| Publieksprijs                           | Janine Jansen |

## Winnaars Jazz
| Categorie                                | Winnaar - Album                        |
| ---------------------------------------- | -------------------------------------- |
| Jazz nationaal                           | Randal Corsen - Evolushon              |
| Jazz internationaal                      | Dave Douglas - Strange Liberation      |
| World nationaal                          | Electro Côco - Côco do mundo           |
| World internationaal                     | Oi Va Voi - Laughter Through Tears     |
| Oeuvreprijs                              | George Duke                            |
| Bijzondere uitgaven van Historische aard | Various - Les Trésors du jazz vol. 1-4 |

1960 · 1961 · 1962 · 1963 · 1964 · 1965 · 1966 · 1967 · 1968 · 1969 · 1970 · 1971 · 1972 · 1973 · 1974 · 1975 · 1976 · 1977 · 1978 · 1979 · 1980 · 1981 · 1982 · 1983 · 1984 · 1985 · 1986 · 1987 · 1988 · 1989 · 1990 · 1991 · 1992 · 1993 · 1994 · 1995 · 1996 · 1997 · 1998 · 1999 · 2000 · 2001 · 2002 · 2003 · 2004 · 2005 · 2006 · 2007 · 2008 · 2009 · 2010 · 2011 · 2012 · 2013 · 2014 · 2015 · 2016 · 2017 · 2018 · 2019 · 2020 · 2021 · 2022 · 2023 · 2024